# Xoanodera regularis
Xoanodera regularis es una especie de escarabajo longicornio del género Xoanodera, tribu Cerambycini, subfamilia Cerambycinae. Fue descrita científicamente por Gahan en 1890.

## Descripción
Mide 14-21 milímetros de longitud.

## Distribución
Se distribuye por China, India, Laos, Birmania, Nepal y Vietnam.